# Henri Lacladère
Henri Lacladère, né le 15 juillet 1902 et mort pour la France le 17 octobre 1944 est un militaire français avec plus de 22 ans de service et 12 campagnes militaires. Il se porte volontaire et s'engage dans l'armée française à seulement 20 ans. Il meurt au combat pour la France lors de la libération de Bordeaux en octobre 1944.Mort pour la France.

## Distinctions
- Médaille militaire en 1942 avec traitement [1]
- Croix de guerre 1939-1945 avec étoile argent[2].

## Campagne
- 1922: brigadier 69e Régiment d'Infanterie [3]
- 1923: Maréchal des logis 89e régiment d'infanterie[3]
- 1928: réengagé au titre du Régiment d'Artillerie Coloniale du Levant: embarque à Marseille débarque à Beyrouth, à Damas(Syrie)[3]
- 1932: nommé adjudant-chef à l'âge de seulement 30 ans embarque à Beyrouth débarque à Marseille[3]
- 1934: débarque pour construire à Madagascar dans un régiment groupe artillerie colonial à Diego Suarez[3]
- 1936: 12e Régiment d'Artillerie de Campagne[3]
- 1937: 14e Régiment d'Artillerie de Campagne [3]
- 1939: 20e Régiment d'Artillerie de Campagne [3]
- Juin 1940: prisonnier de guerre.
- Juin 1941: lieutenant au Régiment d'Artillerie Coloniale du Maroc
- 1942: 6e Régiment de Tirailleurs Sénégalais à Fès,Toulon
- Volontaire s'engage dans les forces françaises de l'intérieur, armée secrète, FFI Brigade Carnot,État Major Front du Médoc débarque  pour la libération de Bordeaux et meurt au combat à la Pointe de Grave Médoc le 17 octobre 1944.Mort pour la France[4].